# Ernst Happel
Ernst Franz Hermann Happel (n. 29 noiembrie 1925, Viena, Republica Austriacă – d. 14 noiembrie 1992, Innsbruck, Austria) a fost un fotbalist și antrenor de fotbal austriac.
El este considerat a fi unul din cei mai de succes antrenori de fotbal dintotdeauna, câștigând titlurile naționale atât de campionat cât și de cupă în Olanda, Belgia, Germania și Austria, de asemeni și Cupa Campionilor Europeni de două ori, în 1970 și 1983, și a devenit finalist la Campionatul Mondial de Fotbal 1978. El a fost primul din cei patru antrenori care au câștigat Cupa Campionilor Europeni cu 2 cluburi diferite; Ottmar Hitzfeld, José Mourinho și Jupp Heynckes fiind ceilalți trei. De asemenea el este unul din cei patru antrenori, alături de José Mourinho, Giovanni Trapattoni și Tomislav Ivić care au câștigat campionatele naționale în patru țări europene diferite.
El a murit de cancer pulmonar în 1992 la vârsta de 66 de ani. După moartea sa, cel mai mare stadion de fotbal din Austria, ”Praterstadion”, a fost redenumit în Ernst Happel Stadion. Peste patru zile de la moartea sa, Austria a jucat un meci cu Germania și a obținut o remiză albă, scor 0-0. Pe durata întregului meci, șapca lui Ernst Happel a stat pe bancă.

## Statistici antrenorat
| Echipa           | Început         | Sfârșit          | Record                   | Record                   | Record                   | Record                   | Record | Record |
| Echipa           | Început         | Sfârșit          | M                        | V                        | R                        | Î                        | Vic %  |        |
| ---------------- | --------------- | ---------------- | ------------------------ | ------------------------ | ------------------------ | ------------------------ | ------ | ------ |
| ADO Den Haag     |                 |                  | &&&&&&&&&&&&&&-1.1000000 | &&&&&&&&&&&&&&-1.1000000 | &&&&&&&&&&&&&&-1.1000000 | &&&&&&&&&&&&&&-1.1000000 | —      |        |
| Feyenoord        |                 |                  | &&&&&&&&&&&&&&-1.1000000 | &&&&&&&&&&&&&&-1.1000000 | &&&&&&&&&&&&&&-1.1000000 | &&&&&&&&&&&&&&-1.1000000 | —      |        |
| Sevilla          |                 |                  | &&&&&&&&&&&&&&-1.1000000 | &&&&&&&&&&&&&&-1.1000000 | &&&&&&&&&&&&&&-1.1000000 | &&&&&&&&&&&&&&-1.1000000 | —      |        |
| Club Brugge      | 21 January 1974 |                  | &&&&&&&&&&&&&&-1.1000000 | &&&&&&&&&&&&&&-1.1000000 | &&&&&&&&&&&&&&-1.1000000 | &&&&&&&&&&&&&&-1.1000000 | —      |        |
| K.R.C. Harelbeke |                 |                  | &&&&&&&&&&&&&&-1.1000000 | &&&&&&&&&&&&&&-1.1000000 | &&&&&&&&&&&&&&-1.1000000 | &&&&&&&&&&&&&&-1.1000000 | —      |        |
| Țările de Jos    | 31 august 1977  | 25 June 1978     | &&&&&&&&&&&&&&-1.1000000 | &&&&&&&&&&&&&&-1.1000000 | &&&&&&&&&&&&&&-1.1000000 | &&&&&&&&&&&&&&-1.1000000 | —      |        |
| Standard Liège   | 1 July 1979     | 30 June 1981     | &&&&&&&&&&&&&&-1.1000000 | &&&&&&&&&&&&&&-1.1000000 | &&&&&&&&&&&&&&-1.1000000 | &&&&&&&&&&&&&&-1.1000000 | —      |        |
| Hamburger SV     | 1 July 1981     | 30 June 1987     | 257                      | 141                      | 59                       | 57                       | 54,86  |        |
| FC Tirol         | 1 July 1987     | 1 December 1991  | &&&&&&&&&&&&&&-1.1000000 | &&&&&&&&&&&&&&-1.1000000 | &&&&&&&&&&&&&&-1.1000000 | &&&&&&&&&&&&&&-1.1000000 | —      |        |
| Austria          | 1 January 1992  | 14 November 1992 | &&&&&&&&&&&&&&-1.1000000 | &&&&&&&&&&&&&&-1.1000000 | &&&&&&&&&&&&&&-1.1000000 | &&&&&&&&&&&&&&-1.1000000 | —      |        |
| Total            | Total           | Total            | 257                      | 141                      | 59                       | 57                       | 54,86  |        |

## Palmares

### Ca jucător
- Bundesliga Austriacă (6):
  - 1946, 1948, 1951, 1952, 1954, 1957
- Cupa Austriei (1):
  - 1946
- Cupa Mitropa (1):
  - 1951

### Ca antrenor
- ADO Den Haag
  - Cupa Olandei: 1967–68
- Feyenoord
  - Campionatul Olandei: 1970–71
  - Cupa Campionilor Europeni: 1969–70
  - Cupa Intercontinentală: 1970
- Club Brugge
  - Prima Divizie Belgiană: 1975–76, 1976–77, 1977–78
  - Cupa Belgiei: 1976–77
  - Cupa UEFA: 1975–76 (finalist)
  - Cupa Campionilor Europeni: 1977–78 (finalist)
- Standard Liège
  - Prima Divizie Belgiană: 1979–80 (finalist)
  - Cupa Belgiei: 1980–81
  - Supercupa Belgiei: 1981
- Țările de Jos
  - Campionatul Mondial de Fotbal: (finalist) 1978
- Hamburger SV
  - Bundesliga: 1981–82, 1982–83
  - Cupa Germaniei: 1986–87
  - Cupa Campionilor Europeni: 1982–83
  - Cupa UEFA: 1981–82 (finalist)
  - Supercupa Europei: 1983 (finalist)
  - Cupa Intercontinentală: 1983 (finalist)
- FC Swarovski Tirol
  - Bundesliga Austriacă: 1988–89, 1989–90
  - Cupa Austriei: 1988–89

## Legături externe
- Player profile – Rapid Archive
- Ernst Happel pe site-ul National-Football-Teams.com